# Meta-hlorofenilpiperazin
meta-Hlorofenilpiperazin (mCPP) je psihoaktivni lek iz fenilpiperazinske klase. On je razvijen krajem 1970-tih godina i korišten je u naučnim istraživanjima, pre nego što je postao dezijnirana droga sredinom 2000-tih. mCPP je detektovan u pilulama koje su reklamirane kao legalne alternative za nedopuštne stimulanse u Novom Zelandu i u pilulama koje su prodavane kao "ekstazi" u Evropi i Sjedinjenim Državama.
Uprkos pokušaja da se uvede u upotrebu kao rekreaciona supstanca, mCPP se zapravo generalno smatra nepoželjnim jer proizvodi neprijatna iskustva. Njemu nedostaju potkrepljujući efekti, proizvodi depresivne i anksiogene efekte kod glodara i ljudi, i može da indukuje panične napade kod osoba koje su im podložne. On takođe pogoršava opsesivno-kompulzivne simptome kod ljudi sa tim poremećajem.